# TVB戲曲台
戲曲台（英語：Chinese Opera Channel）是香港電視廣播有限公司旗下一條以播放中國戲曲（京劇和粵劇）和台灣歌仔戲為主題的頻道，2017年6月12日啓播。該頻道通過OTT平台myTV SUPER第98頻道播放。

## 歷史
2019年1月16日起，包括本頻道在內的所有TVB收費頻道台徽都被取消，畫面右上的原有台徽被改為myTV SUPER商標，廣告時段節目預告和呼號畫面更全被取消。

## 片源
TVB戲曲台是香港第二條同類型主題頻道，全港首個戲曲頻道乃由香港寬頻bbTV創立。
跟香港寬頻bbTV於坊間購買影音産品版權擴充片源的做法不同，TVB戲曲台利用了TVB的節目片庫資源，將TVB舊節目如《歡樂今宵》、《歡樂滿東華》之戲曲表演環節剪輯播放，年代最久遠的演出可追溯至四十多年前。
除了粵曲之外，同時播出取自中國大陸和台灣的戲曲（大部分經CCTV-11和台灣民視），即將陸續推出，讓觀眾可以看到來自內地和台灣的經典知名戲曲 。

## 演出名伶
TVB戲曲台目前以播放粵劇為主，演出者計有任劍輝、白雪仙、新馬師曾、林家聲、龍劍笙、梅雪詩、吳君麗、新海泉、阮兆輝、紅線女、梁醒波、汪明荃、羅家英等名伶。另外亦會播放其他知名藝人過去於慈善節目的客串演出，當中包括沈殿霞、盧海鵬、劉德華、周潤發、森森、斑斑等人。

## 主持
頻道間歇播放《粵劇百科》，並在每齣折子戲播放之前由新晉粵劇演員擔任主持講解劇情。
- 瓊花女
- 謝曉瑩
- 黎耀威

## 批評
2016年，TVB計劃於myTV SUPER開設戲曲台，但受到個別粵劇界人士批評。粵劇名伶新馬師曾（祥哥）之遺孀洪金梅（祥嫂）表示，過去祥哥在《歡樂滿東華》的演出屬義務性質，她認為如將相關演出放在免費頻道重播可以娛樂大眾，她質疑TVB以慈善演出謀利的做法不妥。

## 外部連結
- 官方網站EPG （页面存档备份，存于）（繁體中文）